# 네가 좋아
네가 좋아는 1977년 공개된 대한민국의 영화이다.

## 배역
- 전영록
- 한유정
- 손창호
- 서승원
- 이강조
- 전영주